# Vassili Koulkov
Vassili Sergueïevitch Koulkov (en russe : Василий Сергеевич Кульков) est un footballeur soviétique puis russe né le 11 juin 1966 à Moscou (RSFS de Russie) et mort le 10 octobre 2020. 
Il évolue aux postes de défenseur et de milieu du milieu des années 1980 au début des années 2000.

## Carrière

### En tant que joueur
- 1984-1985 :  Dynamo Kashira
- 1986 :  Spartak Moscou (réserve)
- 1986-1987 :  Presnia Moscou
- 1988 :  Spartak Ordzhonikidze
- 1989-1991 :  Spartak Moscou
- 1991-1994 :  Benfica
- 1994-1995 :  FC Porto
- 1995-1997 :  Spartak Moscou
- 1996 :  Millwall FC (prêté par le Spartak Moscou)
- 1997-1998 :  Zénith Saint-Pétersbourg
- 1999 :  Krylia Sovetov Samara
- 1999-2000 :  FC Alverca
- 2001 :  FK Chatura

### En tant qu'entraîneur
- 2003 :  CS Marítimo (assistant)
- 2003 :  FK Khimki (assistant)
- 2005 :  Tom Tomsk (assistant)
- 2007 :  Lokomotiv Moscou (assistant)
- depuis 2009 :  Spartak Moscou (assistant de la réserve)

## Palmarès

### En club
Avec le Spartak Moscou : 
- Champion d'URSS en 1989

Avec le Benfica Lisbonne :
- Champion du Portugal en 1994
- Vainqueur de la Coupe du Portugal en 1993

Avec le FC Porto :
- Champion du Portugal en 1995
- Vainqueur de la Supercoupe du Portugal en 1994

Avec le Zénith Saint-Pétersbourg :
- Vainqueur de la Coupe de Russie en 1999